# Дюссельдорф (административный округ)
Дюссельдорф (нем. Düsseldorf) — один из пяти административных округов (нем. Regierungsbezirk) земли Северный Рейн-Вестфалии в Германии. Образован в 1815 году.
Им управляет Окружное правительство Дюссельдорфа и, как региональный совет, является органом государственной власти среднего звена в трехуровневой структуре государственного управления. Это общее представительство правительства государства в административном округе, оно объединяет деятельность специализированных департаментов, осуществляет надзор и координирует действия государства. Штаб-квартира находится в историческом правительственном здании по адресу Цецилиеналлее, 2 в районе Пемпельфорт в Дюссельдорфе.
По сравнению с ВВП ЕС, выраженным в стандартах покупательной способности, регион достигает индекса 133 (ЕС-28=100) (2015 г.).

## География
Административный округ Дюссельдорф расположен на северо-западе земли Северный Рейн-Вестфалия. Это самый населённый (по численности) и густонаселенный (по плотности населения) административный округ Германии. Структура района преимущественно городская. Только к его территории относятся десять независимых городов, четыре из которых находятся в западной (Рейнской) Рурской области. Тем не менее, около 52 процентов территории используется в сельском хозяйстве, а седьмая часть площади покрыта лесами. Самая высокая точка административного округа — гора Бродтберг высотой 378,86 м над уровнем моря в Ремшайде.
Самый северный муниципалитет - Эммерих-на-Рейне, самый западный Краненбург в районе Клеве и самый южный Роммерскирхен в Рейн-Нойсе. Дальше всего на восток простираются городские территории Вупперталя и Ремшайда.

### Статистика
Для целей официальной статистики Европейского Союза в границах административного округа Дюссельдорф создан регион DEA1 Дюссельдорф. Это самый густонаселенный регион Германии.

### Соседние территории
Административный округ Дюссельдорф граничит с административным округом Мюнстер на северо-востоке, административным округом Арнсберг на востоке, административным округом Кёльн на юге и с Нидерландами на западе и севере.

## Административное деление
Районы:
- Клеве
- Меттман
- Рейн-Нойс
- Фирзен
- Везель

Города, приравненные к районам:
- Дуйсбург
- Дюссельдорф
- Эссен
- Крефельд
- Мёнхенгладбах
- Мюльхайм-ан-дер-Рур
- Оберхаузен
- Ремшайд
- Золинген
- Вупперталь